# Bois Saint-Martin
Pour les articles homonymes, voir Saint-Martin.
Le Bois Saint-Martin est une forêt d'Île-de-France sur le territoire communal de Noisy-le-Grand mais également du Plessis-Trévise et de Villiers-sur-Marne (Val-de-Marne), proche de la gare des Yvris-Noisy-le-Grand (RER E).

## Le Bois
Attestée depuis 1750, elle se compose principalement de chênes et de charmes. Elle compte des zones humides dont deux mares aient ponctuellement de la sphaigne (tourbe) au bord les rend remarquable pour la Seine-Saint-Denis, car il n'en reste que deux autres au Bois de Livry-Gargan et une au Bois de la Couronne. 
Propriété de la famille Petiet, le bois est l'objet vers 2010 d'un long conflit entre les communes sur lesquelles il est sis et sur son éventuelle destination si le bois n'était plus fermé au public.
Acquis par l'Agence des espaces verts de la région d'Île-de-France, les 282 hectares du site ouvrent au public le 20 novembre 2021,. L'AEV possédait déjà les bois de Célie (117 ha) et de la Grange (153 ha) à proximité.